# 桂三辉
桂三辉（1970年4月6日—），本名格雷戈里·羅比奇（英語：Gregory Robic），加拿大落语家、戏剧制片人和电视名人，现居于美国纽约。桂三辉因为其改编的音乐剧阿里斯托芬的作品“云”（The Clouds）而在多伦多知名。

## 生平
桂三辉出生于安大略省的多伦多，父母是斯洛文尼亚人。桂三辉在多伦多大学学习古典文学，期间开始接触古希腊作家阿里斯托芬的作品，他参与了翻译、改编和表演阿里斯托芬的作品。
1994年9月，他改编的阿里斯托芬的作品“云”（The Clouds）在多伦多上映，受到了广泛的欢迎，持续演出了15个月，之后在加拿大东部和中部地区演出。

## 落语
2008年9月1日，桂三辉成为落语大师六代目桂文枝的徒弟，并按照传统取名为桂三辉。
三辉于2009年4月26日在新加坡进行了首次职业演出， 2011年11月结束了为期三年的落语学徒生涯。三辉在美国，加拿大，英国，法国等10多个国家进行过演出，2012年7月他在伊势的家中开设了落语剧院，名为“伊势河崎辉辉亭”，之后的2年里他在那里定期表演落语。
2017年10月三辉在伦敦的莱斯特广场剧院进行了三周的伦敦西区首演，11月在纽约的苏活剧院进行了三周的百老汇首演。